# Philiris pratti
Philiris pratti är en fjärilsart som beskrevs av Bethune-Baker 1908. Philiris pratti ingår i släktet Philiris och familjen juvelvingar. Inga underarter finns listade i Catalogue of Life.